# Ruslands oblaster
Rusland er opdelt i 85 føderale enheder (russisk: субъе́кт(ы), tr. subyekty), af hvilke 46 er kategoriseret som oblast (dansk: ~ provins):
Oblasterne i Rusland er nummereret 1-47, hvor nummer syv er udeladt, da Tjita oblast er fusioneret med Zabajkalskij kraj.
| 1. Amur 2. Arkhangelsk 3. Astrakhan 4. Belgorod 5. Brjansk 6. Tjeljabinsk 8. Irkutsk 9. Ivanovo 10. Kaliningrad 11. Kaluga 12. Kemerovo 13. Kirov 14. Kostroma 15. Kurgan 16. Kursk 17. Leningrad |  | 18. Lipetsk 19. Magadan 20. Moskva 21. Murmansk 22. Nisjnij Novgorod 23. Novgorod 24. Novosibirsk 25. Omsk 26. Orenburg 27. Orjol 28. Pensa 29. Pskov 30. Rostov 31. Rjasan 32. Sakhalin |  | 33. Samara 34. Saratov 35. Smolensk 36. Sverdlovsk 37. Tambov 38. Tomsk 39. Tver 40. Tula 41. Tjumen 42. Uljanovsk 43. Vladimir 44. Volgograd 45. Vologda 46. Voronezj 47. Jaroslavl |